# Pagana
La lex Pagana (de pagus 'camp') va ser una antiga llei romana aprovada en data desconeguda que prohibia a les dones que transitaven pels camins d'Itàlia d'anar filant o portant el fus descobert, mentre caminaven, ja que la tradició ho veia com a cosa contrària a la bona fructificació de les collites i la recol·lecció de fruits. No se'n sap res més d'aquesta llei.